# 알렉산드르 아브둘로프

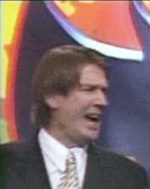

알렉산드르 가브릴로비치 아브둘로프(러시아어: Алекса́ндр Гаврии́лович Абду́лов, 1953년 5월 29일 ~ 2008년 1월 3일)는 소련의 연극 배우, 영화배우, 진행자, 가수, 배우, TV 사회자, 텔레비전 배우, 영화 감독이다.
토볼스크에서 태어났으며 모스크바에서 폐암으로 사망하였다.

## 영화
- 레닌그라드: 900일간의 전투 (2009년) - 치가소브 역
- 거장과 마가리타 (2005년)
- 여자 맘대로 (1999년)
- 검은 베일 (1995년)
- 검은 물 위에 (1993년)
- 10개의 인디언 인형 (1987년)